# Syntrophobotulus
Syntrophobotulus è un genere di batterio appartenente alla famiglia delle Peptococcaceae.